# Neil Giuntoli
Neil Giuntoli (* 20. Dezember 1959 in Chicago, Illinois) ist ein US-amerikanischer Filmschauspieler.

## Leben
Giuntoli stammt aus Chicago. Er ist mit Anton Cermak, einem ehemaligen Bürgermeister Chicagos verwandt. Er wuchs auf der Nordseite von Chicago auf und besuchte die Francis W. Parker High School. Danach trat er in die Marine ein und war als Übersetzer in Südkorea aktiv. Nach seiner Rückkehr in die Vereinigten Staaten trat Neil Giuntoli als Schauspieler und später als Dramatiker der aufstrebenden Theatergemeinschaft Chicagos bei.
Nach einer Reihe sehr erfolgreicher Produktionen zog Giuntoli nach Los Angeles, wo er Rollen in Filmen und Fernsehen übernahm. Zunehmende Bekanntheit erlangte er durch seine Rolle in Chucky – Die Mörderpuppe.

## Filmografie (Auswahl)
- 1987: Sable (Fernsehserie, 1 Folge)
- 1988: Chucky – Die Mörderpuppe (Child’s Play)
- 1989: Allein gegen Al Capone (The Revenge of Al Capone)
- 1989: China Beach (Fernsehserie, 1 Folge)
- 1989: Ruf nach Vergeltung (Next of Kin)
- 1989: Baywatch – Die Rettungsschwimmer von Malibu (Baywatch, Fernsehserie 1 Folge)
- 1990: Memphis Belle
- 1990: Kampf gegen die Mafia (Wiseguy, Fernsehserie, 5 Folgen)
- 1994: Die Verurteilten (The Shawshank Redemption)
- 1995: Waterworld: Smokers MG-Schütze
- 1996: Henry: Portrait of a Serial Killer 2
- 1996–1997: The Jeff Foxworthy Show (Fernsehserie, 23 Folgen)
- 2000: The ’70s
- 2002: Thieves (Fernsehserie, 1 Folge)
- 2004: CSI: Vegas (Fernsehserie, 1 Folge)
- 2005: CSI: NY (Fernsehserie, CSI: New York)
- 2005: Monk (Fernsehserie, 1 Folge)
- 2006: Love Comes to the Executioner